# Ratari
Ratari es un pueblo ubicado en el municipio de Obrenovac, en Belgrado, Serbia.

## Superficie
Posee una superficie de 5,759 kilómetros cuadrados.

## Demografía
Hasta 2022 la población era de 522 habitantes, con una densidad de población de 90,64 habitantes por kilómetro cuadrado.